# Stradario di Treviglio
Questa lista è suscettibile di variazioni e potrebbe essere incompleta o non aggiornata.

In questo Stradario di Treviglio sono compresi i nomi di strade, piazze e luoghi del territorio comunale di Treviglio e la loro storia, sia di quelli attuali che di quelli non più esistenti.

## Introduzione
Dato che la denominazione ufficiale di vie e piazze e la relativa identificazione mediante targhe apposte dal comune è abbastanza recente, i nomi antecedenti sono tutti di origine popolare.
I nomi rimarcano quindi particolari caratteristiche delle vie quali ad esempio il loro tracciato (ad esempio via Stricta e via Torta), la residenza di una famiglia (ad esempio cantone degli Isacchi e cantone degli Zandi), un edificio importante (ad esempio cantone di San Pietro e piazzale del Santuario) o, nel caso delle strade campestri, dalla località a cui erano dirette o alla quale erano più vicine (ad esempio via Brignano e via Caravaggio).

## Toponimi attuali
In questa sezione sono presenti i nomi delle vie cittadine e campestri tuttora esistenti o, al massimo esistenti nella seconda metà del XX secolo.

### A
Via degli Agostanicitata per la prima volta nel XVIII secolo come cantone, deve il suo nome all'omonima casa probabilmente da identificare come l'ex-edificio ricovero Brambilla-Crotta. La denominazione potrebbe tuttavia essere anteriore dato che la famiglia era risiedeva nel Quattrocento in una casa padronale all'angolo dell'odierna via municipio.
Via Arginivia Arzenum nel XV secolo sorse nel Trecento a fianco di una roggia che diede il nome ad arzenos alla zona circostante.

### B
Via Bergamovia che prosegue in direzione nord verso il capoluogo, era in passato denominata via Pergami. Realizzata nel 1314 fino al vicino comune di Arcene e perciò fu per un primo periodo denominata anche Strada de Arcenum. L'antica via per Bergamo, precedente al 1314 era spostata più a oriente dell'attuale e a sud proseguiva in direzione di Caravaggio.

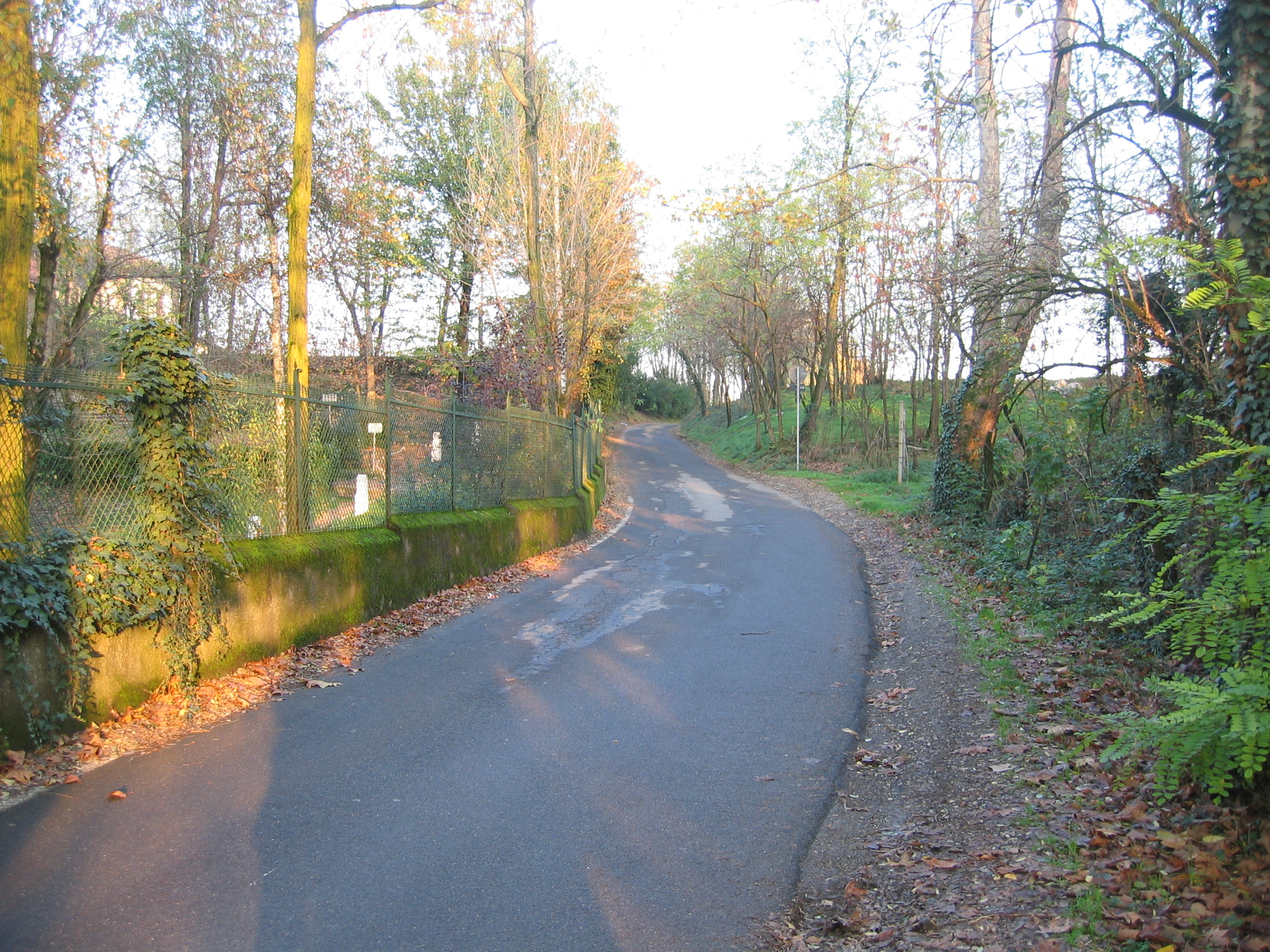
La discesa di via del Bosco

Via Bicettiin passato cantone di San Pietro conduceva alla chiesa omonima (da non confondere con l'omonima della zona nord di epoca successiva) che aveva il suo ingresso al termine della via.
Via Del Boscoantica via campestre tra Treviglio e Cassano, esistente già in epoca preromana e la s'incontra negli statuti trecenteschi del comune come via del Buscho in quanto zona in passato coperta da boschi sottocosta. Presenta un terrazzamento morfologico che la interseca perpendicolarmente, creando così una tortuosa discesa.
Via Brassidedalle evoluzioni medioevali breda, brayda e braxida, particolarmente diffuse in tutto il territorio lombardo, indicano a Treviglio varie località campestri in atti del XV secolo, tra cui la località in cui sorge l'attuale via Brasside denominata in Braxida e una in Breda verso il vicino comune di Caravaggio.
Via Bressanagià strada di Romano nel XVIII secolo, si stacca da via San Zeno e potrebbe corrispondere alla via Bressana de supra citata in epoca medioevale, poiché via Pagazzano era denominata via Bressana de subtus.
Via Brignanovia che conduce al vicino paese, era denominata via Brignani già nel XVI secolo, a cui risale la prima testimonianza.
Via Bernardino Buttinonigià cantone Vasella nel XVIII secolo, la via fu aperta nel 1450 con la sconsacrazione del cimitero antico, che occupava gran parte dell'area tra la Basilica e la via Giacomo Sangalli.
Via Fratelli Buttinonida fine XVI secolo fino al secondo dopoguerra fu via dei Moroni, con probabile riferimento ai gelsi (morus in latino e morù in dialetto) piuttosto che all'omonima famiglia presente nel borgo dal XIII al XVI secolo.

### C
Piazza Agostino Cameroniè la piazza posta di fronte alla zona del mercato e anche per tali motivi è spesso chiamata piazza del mercato.
Via Canonicavia che attraversa la frazione della Geromina e conduce all'omonimo comune.
Via Caravaggiovia che conduce al vicino comune, corrisponde alla strada statale 11. Negli statuti del 1392 denominata via Caravagli, in prossimità di essa fu ritrovata la gatta, eterno pomo della discordia tra i due comuni.
Via Felice Cavallottiin passato denominata via Pontirolo e Corso Napoleone tra il 1859 e il 1861 conduce da via Roma, sede dell'antica porta Zeduro, a via Pontirolo. Nel Cinquecento era denominata strada di Santa Maria delle Grazie a testimonianza della vicina chiesa dedicata a Santa Maria Rossa. Appare in una scena de L'albero degli zoccoli in cui appare il suo fosso che in passato portava l'acqua al fossato del borgo.
Vicolo Chiusoin passato aperto, conduceva alla via campestre della Pelosa.

### D
Vicolo Maffeo De Bullisnel XVII secolo era il cantone infra la sala comprendeva un tratto tuttora facente parte di via Matteotti che la collegava con via Mulazzani. Nel 1869 fu cambiato il nome in Via Maffeo Gallinone per l'errata convinzione che il Maffeo in questione, ambasciatore presso gli Sforza facesse parte dell'omonimo casato. Andrea Verga, appurato che facesse parte della famiglia De Bullis, fece cambiare in modo definitivo il nome della via che divenne quello attuale.
Viale Alcide De Gasperiviale che collega il centro storico alla stazione centrale.

### F
Via dei Facchettigià cantone dei Facchetti, era una chiusa posta in fondo dall'ospizio del Santissimo Crocifisso e dal monastero di San Pietro. La presenza della famiglia risalirebbe al XVII secolo dal momento che durante il secolo precedente i Facchetti risultino essere presenti sul territorio comunale solo come famiglia contadina residente sulla strada per Pagazzano.
Via Fissivia Ficii nel 1560, deve il suo nome alla famiglia dei Fici (o Fichi) del XVI secolo.

### G
Via Fratelli Galliariasse principale del centro storico, vi era situata l'antica via di porta Torre. Probabilmente una strada sorgeva in tutto o in parte sull'attuale tracciato per congiungere il castrum vetus con il villaggio di Portoli. Nel XVIII secolo era chiamata Via dei Nobèi (Via dei Nobili), per la forte concentrazione di palazzi signorili.
Piazza Giuseppe GaribaldiSede del cimitero dal 1450 al 1781, fu denominata così per la presenza di una statua dedicata al padre della patria poi spostata in un vicino parco. Anticamente fu denominata Piazza del Cimitero Vecchio (1789), Piazza del Teatro (1869) e Piazza di Santa Marta (1420).

### I

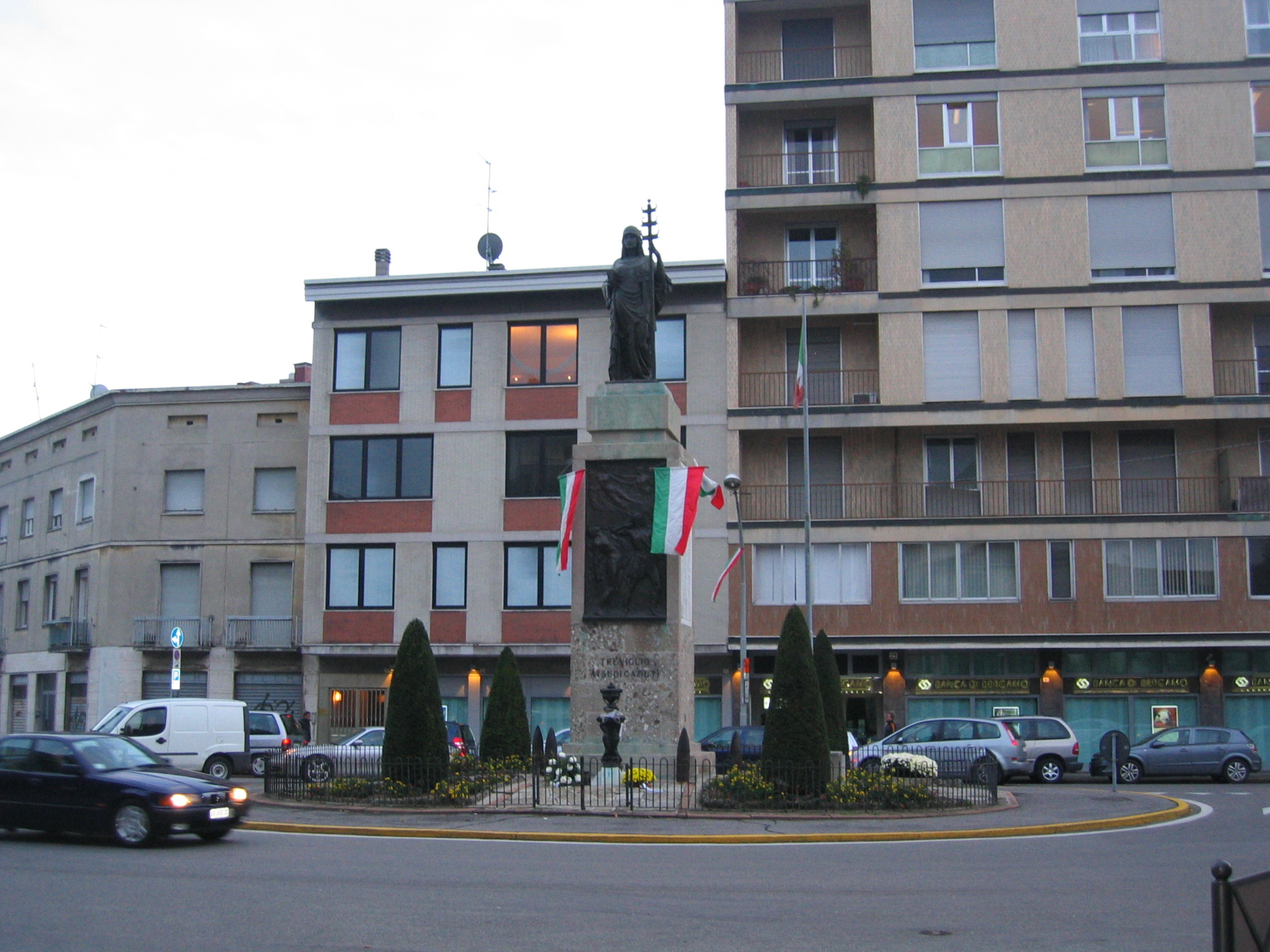
Il monumento ai caduti in piazza Insurrezione

Piazza Insurrezionein epoca medioevale era ricoperta dal fossato e in minor parte dalle mura del Filagno dal lato del centro storico e dall'omonima porta. Lo spiazzo davanti alla vicina chiesa di San Rocco era adibito a mercato dei suini. Fu denominata piazza San Rocco a seguito dell'edificazione della stessa intorno al XVII secolo e a partire dalla seconda metà dell'Ottocento piazza dei sette fratelli Buttinone, patrioti cittadini che sopravvivendo parteciparono a molteplici battaglie risorgimentali.
Via Isserconducendo alla località ad cerros in cui sorge Castel Cerreto fu denominata Via di Sèr (Via dei Cerri) e a partire da fine Ottocento Isser.

### M

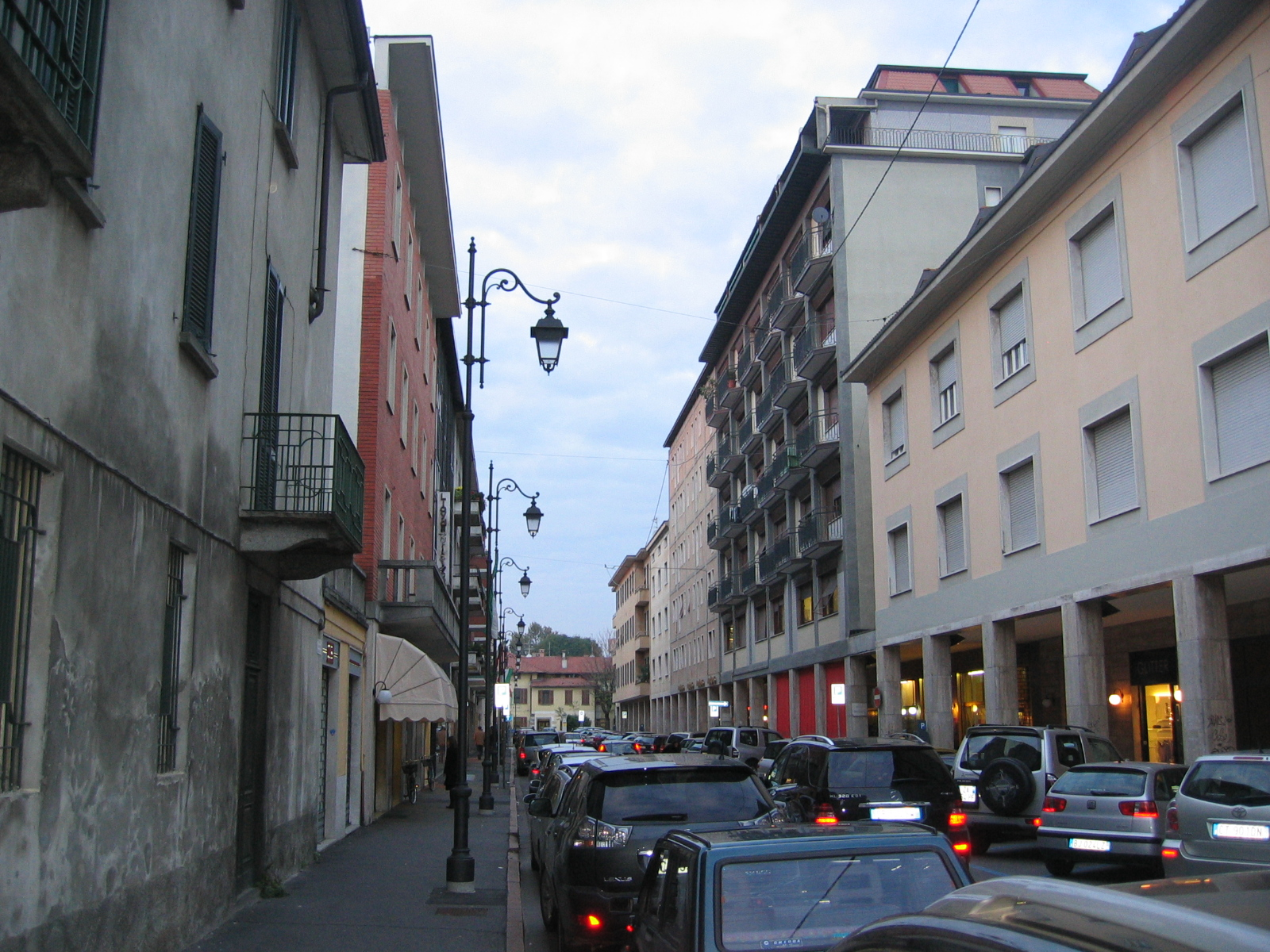
Via Matteotti vista da piazza insurrezione

Piazza Luciano Manarain epoca medioevale piazza della comunità, Platea Comunitatis, per sottolineare la sua neutralità, e in epoca moderna piazza maggiore, è stata nel 1869 intitolata al patriota scomparso prematuramente pochi anni dopo la sua permanenza in città. Vi è situata la casa in cui egli alloggiò.
Via Pietro Martinelliè dedicata allo storico capo della banda civica.
Via Giacomo Matteottivia piuttosto recente dal momento che in passato il suo tracciato era occupato dal lazzaretto cittadino citato nel XVIII e XIX secolo. Prima della demolizione del lazzaretto era una delle vie più povere e malsane del centro storico.
Via Milanovia che conduce dalla stazione ovest alla strada statale 11 in direzione di Milano.
Via Municipiovia che affianca il municipio cittadino e la casa gotica, dal 1514 prese a chiamarsi cantone di San Giuseppe a seguito dell'omonima chiesa qui eretta che fu con la chiusura del monastero e la sua riconversione fu inglobata nel municipio.

### N
Vicolo Nazariin passato vicolo Mancasale, molto probabilmente in origine Mancasole.

### P
Vicolo Poggettonome di origine medioevale privo di riferimenti, dal momento che non risulta esser esistito un poggio o un rialzo di terreno e perciò si ritiene che il nome derivi dalla corruzione di qualche antica parola (ad esempio da porcettus = maialino oppure da progestus = portato avanti in quanto vicolo periferico attaccato alle mura).
Via Pontirolovia principale della zona nord che conduce al paese di Pontirolo Nuovo.
Piazza del Popologià piazza del Rivellino (o aia del Rivellino) e poi Agostino Cameroni. Fino al settecento erra uno spiazzo comunale in cui si teneva il mercato della verdura. Nel 1744 a seguito della visita del cardinale Pozzobonelli e dell'apposizione dell'obelisco la piazza fu nominata piazza della Nuova Croce.
Via Ambrogio Portaluppivia in cui il protonotario apostolico costruì grazie alla società di mutuo soccorso le case operaie.

### R
Via Romasede dell'antica porta Zeduro (o Zelute) è uno dei quattro principali assi del centro storico cittadino, fu sede di un signore in epoca medioevale che riscuoteva le tasse (dal tedesco Zehute pagamento della decima).
Via Ronchiil nome della via, assieme a quello dell'omonima cascina si riferiscono non a una famiglia di Ronchi, bensì alla località ad ronchos, nella quale si trovano cioè dei rovi.
Via Rossaronel XV secolo conduceva al cascinale "alli Rossari", il cui nome è senza riferimenti.

### S
Via Giacomo Sangallinel Settecento via Valisela per via della vicinanza con l'omonima piazza, fu aperta dalla porta di Oriano nel 1000 per poi essere chiusa nel 1420, a seguito dell'apertura nella parallela via San Martino, e venendo così denominata via di Porta Stoppa. Nel XIX secolo torna tuttavia a chiamarsi via di Porta Oriano il nome Oriano viene poi attribuito al viale che va dalla Piazza Cameroni posta all'uscita dell'omonima porta a Piazza Insurrezione, ove si trova la porta Filagno.
Via San Martinogià sede dell'antica via di Porta Nuova, aperta con la chiusura della porta Oriano nella parallela via Sangalli, fu così denominata perché affianca l'omonima basilica.

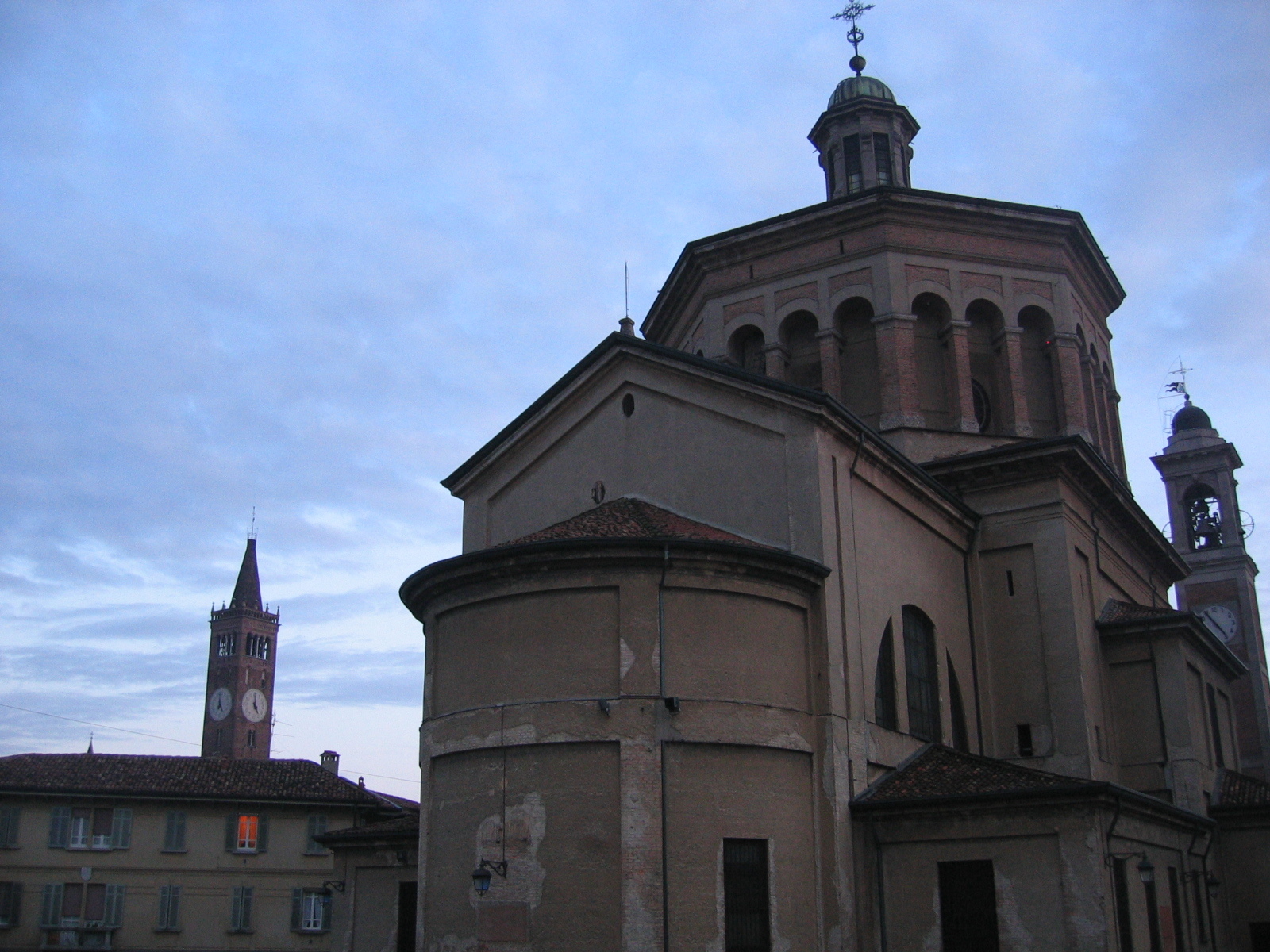
L'abside del santuario intorno al quale si sviluppa il piazzale

Via Sant'Agostinovia che lambisce l'ex-monastero delle agostiniane nella cui chiese la Madonna versò le sue lacrime miracolose.
Piazza Tullio e Ildebrando Santagiulianapiazzetta posta all'interno dei vicoli del centro, è dedicata ai due storici trevigliesi.
Piazzale del Santuariopiazzale posto intorno all'abside del santuario ha mutato radicalmente forma con l'ampliamento del santuario di inizio XX secolo e con la distruzione del corridoi che collegava il monastero al santuario. In epoca antica vi sorgeva l'orto del monastero.
Piazza Giuseppe Settidal XVII secolo piazza del Quartiere e aia militare, dato che nell'antica Treviglio tali termini erano sinonimi. Vi si stendeva il grano comunale ad asciugare.
Vicolo Silvavicolo posto a fianco dell'omonimo palazzo, prende il nome dell'omonima famiglia di marchesi spagnoli che li risiedeva.

### T
Vicolo Terracciovicolo chiuso del centro esistente già in epoca medioevale, con l'abbattimento delle mura non si aprì ma restò chiuso come altre vie. Il nome sembra derivi dal terraggio, cioè dal camminamento presente sulle mura.
Via Tortafu così denominata nel XVII secolo per la tortuosità del suo percorso, il nome torta indica appunto che è storta.

### X
Via XXV Aprilevia recentissima il cui tracciato non presenta precedenti dato che fino al 1509 vi sorgevano per una parte del suo tracciato il convento degli Umiliati e la chiesa di San Giacomo, distrutti in quell'anno a causa del Sacco di Treviglio. Successivamente furono costruite a cavallo dell'attuale via alcune case dotate di orti.

### V
Piazza Vallicellapiazza isolata del centro vi si tiene il mercato del pesce e rappresenta il punto più basso di tutto centro storico. In passato, posta contro le mura del borgo, era denominata Varisèla per la depressione del terreno.
Via Andrea Vergauno dei quattro principali assi del centro conduce dalla piazza in direzione sud, è dedicata all'omonimo chirurgo e fu via di porta Filagno fino all'Ottocento rimanendo invariata nel tracciato. Fu citata per la prima volta insieme all'omonima famiglia in una pergamena dei Gonzaga nel 1259.
Vicolo Andrea Vergagià vicolo Cantoncello e nel Seicento vicolo della Zucca.
Via Vesturenome la cui origine e datazione sono tuttora ignote.

### Z
Via Zandavia del centro prende il nome dalla famiglia medievale degli Zandi che qui risiedevano nel Quattrocento.
Via Zaracongiunge via Casirate con viale De Gasperi.
Via Bernardo Zenalenel XIX secolo era denominata via Marchetti ma nel XV secolo era il cantone di San Cristoforo dato che dal 1367 vi sorgeva l'omonima chiesa.

## Toponimi scomparsi
In questa sezione sono presenti i nomi di strade che non esistono più o restano anonime nel loro tracciato campestre.
Via Antichacitata già nel XV secolo, corrisponde alla strada Gerola di sopra e in parte a quella della Ganassina, posta tra via Garzonieri e via Castolda vecchia.
Via Fernoriicitata nel 1287, faceva da carobium ("Crocicchio") con la via San Nicolao.
Via Fongheriicitata nel 1287, era posta tra via Pagazzano e via Castolda vecchia.
Via Novacitata più volte tra i secoli XV e XIX, è attualmente denominata via Nuova Bressanina ed è posta a est di via Caravaggio.
Via Rosèrcitata nel XVIII secolo in forma dialettale, corrisponderebbe alla via Rossari odierna.
Via Sant'Agneselocalità in cui sorgeva l'omonima chiesa, è citata per la prima volta in una sentenza di delimitazione dei confini con il vicino comune di Caravaggio del 1382. Un successivo contratto del monastero di Sant'Agostino evidenzia come la chiesa fosse posta vicino alla cascina Ombrella. Attualmente la via non esiste più, dal momento che sorgeva tra la via Brignano e la Via Garzonieri di sopra.
Via San Nicolaostrada consorziale, nominata nel 1230, che conduce alla cascina del Santissimo dove probabilmente sorgeva l'omonima chiesa citata dalla bolla di papa Adriano IV del 1255.
Via San Pietrovia Sancti Pietri che conduceva all'omonima chiesa a nord della Bassana corrisponde a via Garzonieri di sopra.
Via Strictavia stretta del XV secolo posta nelle vicinanze della via Anticha, di essa non resta oggi alcuna traccia.